# 让我爱
《让我爱而不受感戴》是倪柝声于1930年所作的一首著名诗歌，其前半部分系根据中世纪的聖法蘭西斯禱文而作，后半部分为续写。由于后来倪柝声因信仰长期被囚并殉道，这首诗被广泛认为概括了他的一生，一些歌词如“不受体恤，不受眷顾；不受推崇，不受安抚；宁可凄凉，宁可孤苦；宁可无告，宁可被负”，“愿意以血泪作为冠冕的代价，愿意受亏损来度旅客的生涯”等，被许多基督徒当作格言。1976年，林知微为这首诗谱曲。